# Aspilatopsis soni
Aspilatopsis soni là một loài bướm đêm trong họ Geometridae.